# Resolució 1562 del Consell de Seguretat de les Nacions Unides
La Resolució 1562 del Consell de Seguretat de les Nacions Unides fou adoptada per unanimitat el 17 de setembre de 2004. Després de recordar totes les resolucions anteriors sobre la situació a Sierra Leone, el Consell va ampliar el mandat de la presència residual de la Missió de les Nacions Unides a Sierra Leone (UNAMSIL) per un període de nou mesos fins al 30 de juny de 2005.

## Resolució

### Observacions
En el preàmbul de la resolució, el Consell de Seguretat va elogiar els esforços de la Comunitat Econòmica dels Estats de l'Àfrica Occidental (ECOWAS) per construir la pau a la subregió i va instar la Unió del riu Mano a dialogar. Es va demanar a les operacions de les Nacions Unides a la regió que milloressin la cooperació, en particular pel que fa a la prevenció del moviment de les armes i dels combatents a través de les fronteres. El Consell va acollir amb beneplàcit els avenços en la retirada de la UNAMSIL i va subratllar la importància d'enfortir la capacitat de la Policia de Sierra Leone. També va ser elogiat el treball del Tribunal Especial per a Sierra Leone.

### Actes
Actuant sota el Capítol VII de la Carta de les Nacions Unides, el Consell va ampliar el mandat de la força residual de la UNAMSIL tal com es disposa a Resolució 1537 (2004) i la va encarregar d'operacions militars, policials i civils, tot autoritzant-la a utilitzar totes les mesures necessàries per complir el seu mandat. La seva presència es revisaria amb els següents criteris:
- El reforç de l'exèrcit i la policia de Sierra Leone;
- Consolidar l'autoritat estatal a tota Sierra Leone;
- Consolidar el desplegament de la Missió de les Nacions Unides a Libèria a Libèria.

Es va instar al govern de Sierra Leone a desenvolupar la força policial, les forces armades, el sistema penal i el poder judicial independent per permetre la transició de la UNAMSIL al govern. Finalment, el Consell va donar la benvinguda a la intenció del Secretari General Kofi Annan de revisar la situació a Sierra Leone.